# Adolf Friedrich Hesse
Adolf Friedrich Hesse (30. august 1809 — 5. august 1863) var en tysk musiker.
Hesse var en udmærket og almindelig beundret organist, der fra Breslau, hvor han var ansat, gjorde kunstrejser til Frankrig og England. Hans talrige orgelkompositioner har endnu bevaret deres værdi.